# Ricardo Richon Brunet
Pour les articles homonymes, voir Brunet et Richon.
Ricardo Richon Brunet, né Richard Brunet à Paris 6e le 3 mars 1866 et mort à Santiago du Chili le 28 avril 1946, est un peintre et critique d'art franco-chilien. 

## Biographie

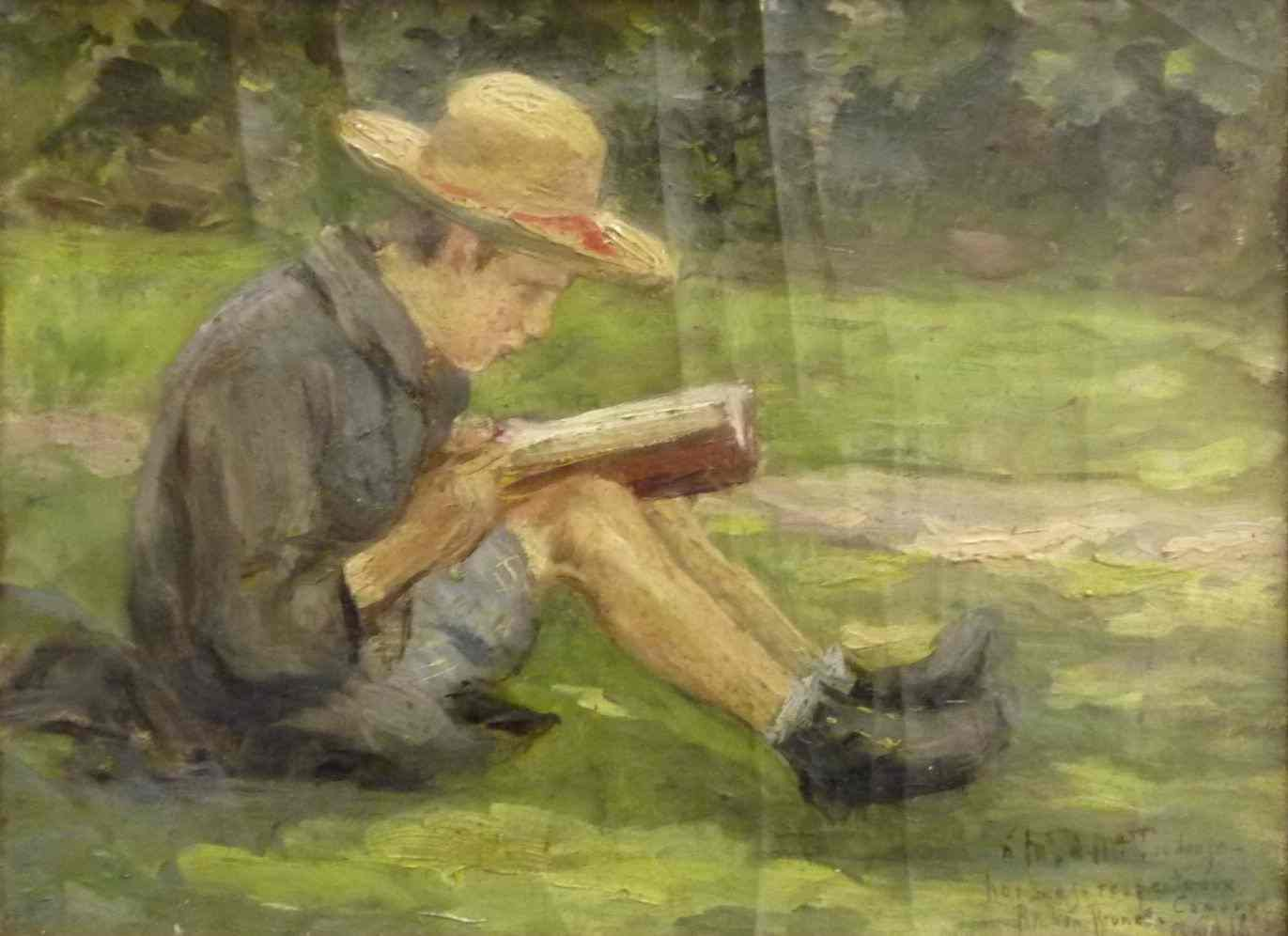
Gustave Georges Toudouze enfant, par Ricardo Richon Brunet (1886)

Il commence ses études artistiques à l'École des beaux-arts de Paris et est élève de Jean-Léon Gérôme, Henri Gervex et Ferdinand Humbert puis de José Tomás Errázuriz (en) et Enrique Lynch del Solar (en). Impressionné par l'œuvre d'Édouard Manet, il participe aux stages de peinture organisés par Joseph Meissonnier et Pierre Puvis de Chavannes.
Il reçoit ensuite une bourse pour étudier dans le sud de l'Espagne où il peint une série de peintures sur des sujets sévillans et rencontre sa femme, Rosa Ruiz Olavarría, sœur de l'ambassadeur du Chili en Espagne. À la fin des années 1890, il s'installe au Chili et à partir de 1900, vit à Santiago.
De 1903 à 1905, il est directeur adjoint de l'Escuela de Bella Artes à Santiago dont il est le directeur de 1913 à 1928. En 1910, en tant que secrétaire général, il dirige l'Exposition internationale célébrant le 100e anniversaire de l'indépendance du Chili et inaugure le Palacio de Bellas Artes. Il est aussi membre permanent de la Sociedad de Bellas Artes.
Richon a écrit des critiques d'art pour le journal El Mercurio et la revue Revista, dans lesquelles il milite pour la promotion des artistes confirmés et le soutien des jeunes artistes chiliens. Il écrit des textes pour des catalogues et publie des pamphlets tels que Cien años de arte en Chile, Pedro Lira, patriarca del arte nacional (1919) et Monvoisin. Il a également travaillé comme illustrateur pour le magazine El Pacífico et a été directeur artistique du magazine Zig-Zag.
On lui doit des paysages naturalistes et des peintures de genre. Les œuvres de Richon se trouvent dans les collections de plusieurs musées chiliens, dont le Museo Nacional de Bellas Artes, le musée de Tolosa et le Musée national d'histoire et d'art du Luxembourg.

## Œuvres
- Plaza de Sevilla
- Chilotes Pasando el Canal
- Boca del Maule
- Retrato de Marthe Ivonne Broquard Pillard
- Pescadores en Descanso
- Retrato de Enrique Lynch y su Hija
- La Barra del Maule
- Jugando Polo
- Niña con Muñeca
- Niña
- El Ciego

## Élèves
- Graciela Aranis
- Marco Bontá
- Ana Cortés
- Laureano Guevara
- Elmina Moisan
- Inés Puyó